# The Descent Part 2
The Descent Part 2 (en español: El descenso, parte 2) es una película británica de terror de 2009 dirigida por Jon Harris y la secuela de la película The Descent. Es protagonizada por Shauna Macdonald, Krysten Cummings, Natalie Mendoza y Douglas Hodge. Fue rodada en Londres y estrenada el 2 de diciembre de 2009 y lanzada en Estados Unidos en DVD el 27 de abril de 2010. Fue producida por Christian Colson y coproducida por Paul Ritchie con Neil Marshall, el productor y director de la original, como productor ejecutivo.

## Argumento
Dos días después de los acontecimientos de la primera parte, Sarah (Shauna Macdonald) traumatizada y sin memoria de los hechos ocurridos dentro de aquella horrible cueva, es llevada a un hospital, donde la sangre que trae en su vestimenta, pertenece a sus amigas, Juno Kaplan (Natalie Mendoza), Beth (Alex Reid), Sam (MyAnna Buring) y Rebecca (Saskia Mulder). Las figuras de la ley necesitan investigar el suceso. Para que Sarah recupere la memoria y pueda arrojar luz sobre el ensombrecido caso, acepta bajar de nuevo acompañada del Sheriff Vaines (Gavan O'Herlihy) junto con su ayudante Ríos Elen (Krysten Cummings) y tres especialistas: Dan (Douglas Hodge), Greg (Joshua Dallas) y Cath (Anna Skellern). Una nueva entrada se localiza con la ayuda de un perro rastreador. Los miembros del equipo son enviados a través del pozo de una mina abandondada hace décadas, la cual es activada por su dueño, un anciano del pueblo, Oswald Ed (Michael J. Reynolds).
El grupo atraviesa la construcción de la mina y encuentra ante su sorpresa el cráneo de algún tipo de herbívoro grande tal como un ciervo. Continúan hasta llegar a lo que parece ser el final de la mina, delimitado por unos tablones de madera en los cuales se observan escritas las palabras "KEEP OUT" en rojo y una calavera con dos fémures cruzados pintado todo en rojo. Haciendo caso omiso de las advertencias, uno de ellos rompe con el hacha de escalada aquel enclenque e incompleto muro improvisado de madera hacia la desesperación.
Una vez dentro del sistema de cuevas, el grupo descubre el cadáver mutilado de Rebecca (Saskia Mulder), lo que hace que Sarah vomite y tenga algunos vagos recuerdos de los rastreadores. El grupo comienza una discusión sobre si Sarah es una víctima más o una cómplice de aquel crimen. Más adelante, mientras estudian el terreno a través de un estrecho en la cueva, Sarah tiene un recuerdo más de los eventos anteriores, y en un momento de pánico nervioso ataca a Vaines, Greg y Elen, ella corre lo más profundamente en las cuevas. Vaines persigue a Sarah, pero finalmente se encuentra con un rastreador, y efectúa un disparo que hace que colapse una parte de la cueva, lo que causa la separación del resto del grupo, Cath es atrapada por una roca la cual tiene el peligro de ahogarse . Elen, Dan y Greg llegan a una sala llena de huesos, donde se encuentra la cámara de vídeo utilizado por Holly en la primera película. Ellos observan la reproducción, lo que revela que las mujeres fueron atacadas por "rastreadores de la caverna". Entonces, los tres son atacados por un grupo de rastreadores y se separan.
La división del trío empieza pidiendo ayuda, alertando a los rastreadores su ubicación, pero es detenido por Sarah, quien advierte a Elen que los rastreadores son ciegos y la caza es través de los sonidos. Al ver Dan a Sarah y a Helen por la cámara de Holly, es atacado por un rastreador matándolo al instante al rasgarle la garganta, llevándoselo a otra sala . Más tarde, Cath se escapa de la roca al ver a un rastreador entrar abajo de la cueva, esta lo mata con una roca que sostenia a otra, antes de toparse con un asustado Greg. Juntos caminan a lo largo de la caverna pero se encuentran con un rastreador gracias a la llamada del sheriff por el radio, aunque escapan tirando una de las radios. Estos escuchan a un grupo de rastreadores y viajan a lo más profundo la cueva. Allí se topan con el cuerpo de Sam (MyAnna Buring) que cuelga sin vida por encima del abismo, donde fue asesinada en la primera película. Ellos deciden tratar de usarla para pasar al otro lado de la cueva a través del abismo, pero son a la vez atacados por dos rastreadores. Greg es asesinado por un rastreador que al final mata, al mismo tiempo un rastreador salta encima de las mujeres y Greg salva a Cath saltando hacia el rastreador y lanzándose al abismo, y aunque Cath pasa al otro lado, es atacada y asesinada una vez que llega allí.
Elen y Sarah caminan más profundo en la cueva. Elen revela que ella tiene una hija en una grabación de un mensaje de vídeo en su teléfono celular en caso de que ella muera. Sarah le contesta que ella todavía no está muerta y que deben de encontrar una salida. Vaines está vagando alrededor de la cueva y está a punto de ser asesinado por un rastreador hasta que alguien lo salva, siendo esa persona Juno, quien sobrevive después del final de la primera película, aunque algo perturbada y experta en la caza de los rastreadores. Elen y Sara se arrastran a través de un túnel y, escapando de un rastreador, caen en un pozo donde defecan los rastreadores. Una lucha sobreviene entre Elen, Sarah y un rastreador, y entre las dos hacen un equipo con el fin de acabar con él. Más tarde, los cuatro se reúnen de nuevo. Juno, furiosamente ataca a Sarah pero Vaines la tranquiliza . Después de una breve charla, todos deciden que es mejor trabajar juntos para sobrevivir y escapar. Juno explica que debe haber un pasaje a la superficie que los rastreadores usan para cazar animales del bosque. Vaines esposa a Sarah a él para que no la abandone tal y como hizo con Juno en su anterior expedición. A medida que progresan, Vaines cae sobre una roca, casi tomando a Sarah con él, Elen le corta la mano a Vaines que cae al vacío.
En el clímax de la película, Elen, Sarah y Juno llegan a la sala donde los rastreadores acumulan y devoran los cadáveres, que tiene efectivamente una salida a la superficie, pero deben hacer frente a un pequeño grupo de rastreadores absortos dando buena cuenta de su festín. Se organizan para atravesar la sala sigilósamente entre los miles de huesos pero su intento se ve frustrado cuando Juno es agarrada por el moribundo Greg en un acto desesperado por no quedar abandonado. Juno sobresaltada, grita sonoramente llamando la atención del grupo de cuatro rastreadores de forma instantánea. Las jóvenes se ven obligadas a enfrentarse a los reastreadores, dada la habilidad adquirida para defenderse de rastreadores consiguen deshacerse de tres de ellos sin complicaciones. Elen y Sarah tras un momento de falsa calma se dan cuenta de que Juno está siendo agredida por el jefe del grupo, Sarah sin un solo atisbo de duda en su mirada, se decide a asesinarlo mediante la cadena que todavía cuelga de su muñeca, el reastreador rasga el estómago de Juno al parecer, mortalmente. Agotada de vivir, Juno se lamenta y les ruega que escapen cuanto antes, a lo que Sarah se niega sin contemplar la posibilidad de arrastrarla fuera con ellas para que reciba atención médica. Elen le dice a Sarah que deben darse prisa en salir. Juno entre sollozos se disculpa a Sarah la cual le perdona. Sarah, en un intento de rendir culto al cuerpo muerto o inconsciente de Juno, cierra lentamente los ojos de esta y deposita en su mano izquierda el colgante con la frase grabada "Love Each Day" (Ama Cada Día). Elen que teme por su vida le ruega de nuevo que deben irse, cuando de pronto, escuchan los sobrecogedores gritos de guerra de rastreadores no muy lejos de su posición. Elen pone tierra de por medio mientras Sarah impasible y fuera de la realidad, deja que Elen se vaya desatendiendo sus ruegos por que escapen quedando inmóvil en el mismo lugar, en un último ataque de enajenación mental grita furiosamente atrayendo con exclusividad la atención de un numerosa batallón de rastreadores que se abalanzan sobre ella. Elen se apresura exaltada tropezando, se desliza a través del manto de huesos que cubren la salida desde dentro, la entrada a la angustia desde fuera. Una vez en el exterior, se aleja corriendo hacia la espesura del bosque, para colocarse tras uno de los muchos árboles y así llamar, nerviosa y fuera de sí, por teléfono y pedir ayuda. El viejo Ed aparece entre el bosque por detrás de Elen y la golpea con fuerza en la cabeza con una enorme y pesada pala oxidada, quedando Elen inconsciente. Ed la transporta en brazos hasta la entrada de la cueva y fuera de esta, medio inconsciente. 
La escena final es un rastreador ensangrentado que sale abruptamente de la oscura cueva, asumiéndose así que la arrastra hacia dentro y ella muere.

## Reparto
- Shauna Macdonald ... Sarah Carter
- Krysten Cummings ... Elen Ríos
- Natalie Mendoza ... Juno Kaplet
- Gavan O'Herlihy ... Vaines
- Douglas Hodge ... Dan
- Joshua Dallas ... Greg
- Anna Skellern ... Cath
- J. Reynolds ... Oswald Ed
- MyAnna Buring ... Sam Lanz
- Saskia Mulder ... Rebecca Lanz
- Alex Reid ... Beth With
- Nora-Jane Noane ... Holly Torruco Dagdug